# Emilio Ghione
Emilio Luigi Carlo Giuseppe Maria Ghione (30 de julio de 1879 – 7 de enero de 1930) fue un actor, director y guionista cinematográfico de nacionalidad italiana, activo en la época del cine mudo, y conocido por escribir, dirigir y protagonizar la serie de películas de aventuras sobre el personaje Za La Mort.

## Primeros años
Nacido en Turín, Italia, Ghione era hijo de un pintor, Celestino Ghione, e inicialmente trabajó como pintor de miniaturas.
Ghione empezó a trabajar en la creciente industria cinematográfica de Turín en 1908, en un principio como ayudante de decorados y como extra, haciendo secuencias peligrosas de caídas de caballo. Más adelante empezó a hacer papeles de reparto en diferentes filmes, incluyendo las comedias de André Deed. Frustrado por el lento progreso de su carrera, Ghione dejó Turín en 1911, buscando fortuna en Roma.

## Ascenso a la fama
En Roma, Ghione rápidamente consiguió papeles protagonistas por parte de Cines y Celio-Film, trabajando en películas como Il poverello di assisi. Ghione después protagonizó una serie de películas junto a Francesca Bertini y Alberto Collo, entre ellas Histoire d'un Pierrot. Ghione hizo su primera cinta como actor y director, Il Circolo Nero, en 1913. Como director, Ghione se hizo conocido por su éxito en la dirección de  divas de la época como Lina Cavalieri, Francesca Bertini y Hesperia.

## Za La Mort y sus mejores años
En 1914, Ghione rodó su primer film protagonizado por el personaje Za La Mort, Nelly La Gigolette, que tuvo un gran éxito. Tras este éxito y su paso a la compañía Tiber film, Ghione rodó una secuela titulada Za La Mort (1915), que desarrollaba el personaje y que presentaba a una compañera, Za La Vie, interpretada por Kally Sambucini. Ghione hizo un total de trece largometrajes sobre Za La Mort y tres seriales entre 1914 y 1924, muchos de ellos con un gran éxito de público. El personaje de Za La Mort, un gánster parisino, fue variando a lo largo de la serie. En algunos filmes, Za La Mort era un criminal de corazón cruel, violento a la vez que seductor, mientras que en otros era un romántico y fiel vengador de los bajos fondos, similar al Judex de Louis Feuillade. La serie de Za La Mort fue casi siempre situada en un París imaginario, con algunos episodios localizados en América y en lugares exóticos. A pesar de las inconsistencias entre el guion y el personaje, y de las críticas negativas, las aventuras de Za La Mort capturaron la imaginación del público y convirtieron a Ghione en una de las más conocidas estrellas del cine mudo italiano. Durante la producción de las películas de Za La Mort, Ghione siguió actuando y dirigiendo otras cintas, entre ellas melodramas, filmes de aventuras y una película biográfica del patriota italiano Guglielmo Oberdan.

## Declinar de su carrera en el cine. Actuaciones teatrales
En el período 1919-1924 Ghione dirigió y protagonizó producciones para las principales compañías cinematográficas italianas (entre ellas Lombardo, actual Titanus) y para otras compañías menores. Las costosas costumbres de Ghione y su decadente estilo de vida de llevaron a la práctica ruina cuando la industria italiana se derrumbó en 1922. En 1923 viajó a Alemania para rodar Zalamort-der traum der zalavie, con Fern Andra, pero el film fue un fracaso comercial, debido en parte a que fue muy recortado por la censura.
Finalmente, la propia falta de fondos de Ghione y el fallo comercial de varios proyectos, hicieron que ya no pudiera invertir para rodar sus propias películas. Senza Padre (1924) fue su última cinta como guionista, director y actor, y Ghione abandonó su último proyecto como director, La Casa Errante, en 1927.
Ghione actuó posteriormente en varias de las producciones 'all-star' de 1925-1926, las cuales no bastaron para revivir la falleciente industria cinematográfica italiana.
En 1926 Ghione lanzó una revista teatral con Kally Sambucini y Alberto Collo, y viajó en gira por Italia interpretando números basados en las películas de Za La Mort.

## Carrera como autor
En 1922 se publicó la primera novela de Ghione sobre Za La Mort, Le Maschere Bianche, en la revista Al Cinema.
La segunda novela de Ghione, Za La Mort, se publicó en 1928. La novela se basaba principalmente en las películas de Za La Mort, especialmente en Zalamort-der traum der zalavie, cuyo guion se había hecho casi ininteligible a causa de la censura. La autobiografía de Ghione, Memorie e Confessioni, también apareció en la revista mensual Cinemalia entre marzo y diciembre de 1928.
Durante un tiempo en París en 1929, Ghione escribió un ensayo sobre la historia del cine italiano, La Parabole du Cinéma Italien. El ensayo se publicó en la publicación francesa L'Art Cinematographique en 1930 y en el periódico de Barcelona La Vanguardia en 1931.
En 1930 se publicó otra novela de Za La Mort, L'Ombra di Za La Mort. En esta novela se incluían extractos de la autobiografía de Ghione, y se minimizaba el personaje de Kally Sambucini/Za La Vie.

## Vida personal
En 1911 Ghione se casó con Clotilde Coletti, con la que tuvo un hijo, Pierfrancesco Ghione, también conocido como Emilio Ghione Jr. La pareja se separó en 1913. En 1915 Ghione inició una relación con Kally Sambucini que duró hasta el momento de su muerte.
Ghione llevó una vida decadente siguiendo la tendencia implantada por el poeta Gabriele D'Annunzio. Así, gastó grandes cantidades de dinero en restaurantes, generosas propinas, ropa y antigüedades. Ghione era un admirador de los coches de lujo de la marca Lancia, y los utilizaba en sus películas.
Emilio Ghione fue hospitalizado a causa de una tuberculosis en 1927. Se hizo una colecta pública a favor de Ghione, y el dinero se utilizó para ayudarle en su recuperación y en mandarlo a París en busca de trabajo. Durante su estancia en la capital francesa en 1929, su salud se deterioró, habiendo de ser hospitalizado en dicha ciudad. Lina Cavalieri le pagó el viaje de vuelta a Turín en tren.
Emilio Ghione falleció en 1930 en Roma, en presencia de Kally Sambucini y de su hijo, Pierfrancesco Ghione. Se celebró su funeral en la Basílica de Santa María de los Ángeles y los Mártires, y sus restos fueron enterrados en el Cementerio del Verano de Roma.

## Filmografía

### Como director
| - Il Circolo Nero (1913) - Idolo infranto (1913) - Nelly la gigolette o La danzatrice della Taverna Nera (1914) - Guglielmo Oberdan, il martire di Trieste (1915) - Sposa Nella Morte (1915) - Teresa (1915) - Za la Mort (1915) - Anime buie (1916) - Don Pietro Caruso (1916) - La grande vergogna (1916) - La rosa di Granada (1916) - Tormento gentile (1916) - Un dramma ignorato (1917) - Il numero 121 (1917) - Il triangolo giallo (1917) | - L'ultima impresa (1917) - Nel gorgo (1918) - I topi grigi (1918) - Dollari e fraks (1919) - Il castello di bronzo( 1920) - L'ultima livrea (1920) - Il quadrante d'oro (1920) - I quattro tramonti (1920) - Senza pietà (1921) - Quale dei due? (1922) - Le due catene (1923) - Ultimissime della notte (1923) - Zalamort - Der Traum der Zalavie (1923/1924) |

### Como actor
| - Agnese Visconti, de Giovanni Pastrone (1910) - Triste fascino, de Oreste Mentasti (1911) - L'arma dei vigliacchi, de Baldassarre Negroni (1913) - L'avvoltoio, de Emilio Ghione y Baldassarre Negroni (1913) - La bufera, de Baldassarre Negroni (1913) - La cricca dorata, de Emilio Ghione y Baldassarre Negroni (1913) - La donna altrui, de Baldassarre Negroni (1913) - Histoire d'un Pierrot, de Baldassarre Negroni (1913) - Ninì Verbena, de Baldassarre Negroni (1913) - Per il blasone, de Baldassarre Negroni (1913) - L'ultimo atout, de Baldassarre Negroni (1913) - Nelly la gigolette o La danzatrice della Taverna Nera, de Emilio Ghione (1914) - Guglielmo Oberdan, il martire di Trieste, de Emilio Ghione (1915) - Za-La-Mort, de Emilio Ghione (1915) - Anime buie, de Emilio Ghione (1916) - Don Pietro Caruso, de Emilio Ghione (1916) - La grande vergogna, de Emilio Ghione (1916) - Potere temporale, de Baldassarre Negroni (1916) - Tormento gentile, de Emilio Ghione (1916) | - Un dramma ignorato, de Emilio Ghione (1917) - Il número 121, de Emilio Ghione (1917) - Il triangolo giallo, de Emilio Ghione (1917) - L'ultima impresa, de Emilio Ghione (1917) - Nel gorgo, de Emilio Ghione (1918) - I topi grigi, de Emilio Ghione (1918) - Dollari e fracks, de Emilio Ghione (1919) - Il castello di bronzo, de Emilio Ghione (1920) - Il quadrante d'oro, de Emilio Ghione (1920) - I quattro tramonti, de Emilio Ghione (1920) - L'ultima livrea, de Emilio Ghione (1920) - Senza pietà, de Emilio Ghione (1921) - Quale dei due?, di Emilio Ghione (1922) - Zalamort - Der Traum der Zalavie, de Emilio Ghione (1923/1924) - Le due catene, de Emilio Ghione (1923) - Ultimissime della notte, de Emilio Ghione (1923) - La cavalcata ardente, de Carmine Gallone (1923) - Gli ultimi giorni di Pompei, de Carmine Gallone y Amleto Palermi (1926) |